# Second Bank of the United States
Die Second Bank of the United States (deutsch Zweite Bank der Vereinigten Staaten) wurde 1816 als zweite Zentralbank der USA gegründet, nachdem die Charta der First Bank of the United States 1811 ausgelaufen war. Motiv zur Gründung war die Stabilisierung der amerikanischen Währung. Die „Second Bank“ entsprach in ihrer Aufgabe und Struktur weitestgehend der „First Bank“. Die Verfassungsmäßigkeit einer Zentralbank wurde in der Sache McCulloch v. Maryland von der Seite des Obersten Gerichtshofs der Vereinigten Staaten bestätigt. Das Urteil annullierte auch sämtliche bundesstaatlichen Gesetze, welche der Gründung oder Arbeit einer Zentralbank entgegenstanden.
Ihr Präsident war Nicholas Biddle, ein gut ausgebildeter Angehöriger der Oberschicht mit einer Passion für Bankgeschäfte.
Die Erneuerung der Charta der „Second Bank“ wurde jedoch von Andrew Jackson durch sein präsidiales Veto verhindert und es setzte ein langsamer Auflösungsprozess ein, der mit dem Auslaufen der Charta 1836 sein Ende fand. Die Existenz einer Zentralbank wurde ein wichtiges Wahlkampfthema bei den amerikanischen Präsidentschaftswahlen 1832, wobei Jackson von den Demokraten und Biddle von der neu gegründeten Whig Party unterstützt wurde. Jackson gewann die Wahl und die Charta wurde nie erneuert. Biddle jedoch, durch eine bundesstaatliche Charta mit neuer Legitimation versehen, setzte seine Arbeit fort. Die Spannungen waren immer noch enorm, als Präsident John Tyler eine Gesetzesinitiative der Whig Party für die Wiedereinrichtung einer Zentralbank durch sein Veto zu Fall brachte.

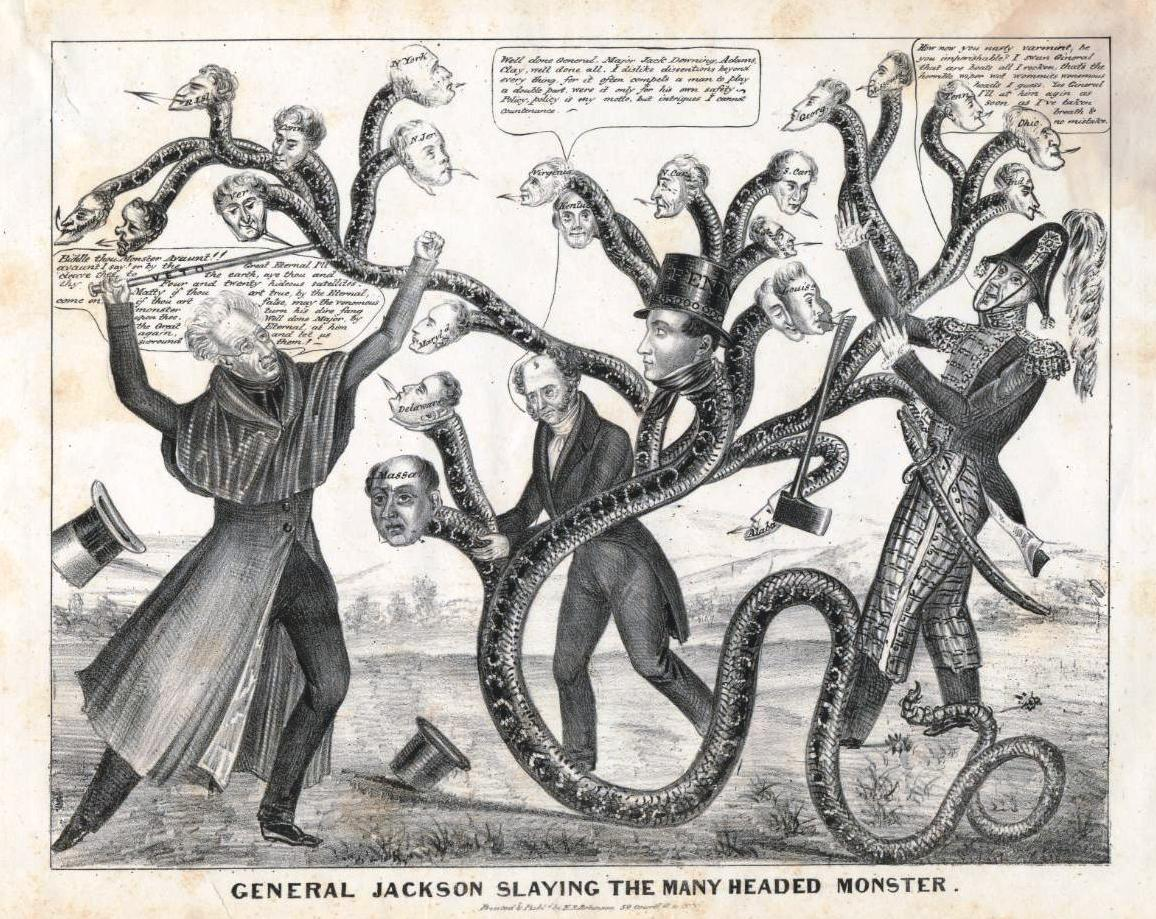
Jackson kämpft mit der als Hydra dargestellten Second Bank of the United States. Nicholas Biddle ist in der Mitte, mit dem Zylinder.

## Die Kontroverse
Die Second Bank blieb hauptsächlich wegen der Vorwürfe über Korruption und Fälschungsaktivitäten im öffentlichen Gedächtnis. Der Präsident der Second Bank, William Jones, welcher auch ein persönlicher Freund von James Madison war, hatte 1815 selbst Bankrott anmelden müssen. Er unternahm nichts gegen politisch motivierte Darlehenvergabe und lieh dem amerikanischen Kongress Geld, ohne jedoch auf Rückzahlung zu bestehen. Unter seiner Führung wurden die Aktivitäten der verschiedenen Filialen schlecht überwacht und es kam zu weit verbreiteter Unsicherheit und Chaos, besonders in der Filiale in Baltimore.
Während dieser Zeit gab es einen Nachkriegs-Wirtschaftsboom. Aufgrund der durch die Napoleonischen Kriege verursachten Zerstörungen in Europa gab es dort eine große Nachfrage für amerikanische Agrarprodukte. Die Second Bank unterstützte diesen Boom noch, indem sie weitgehend unkontrolliert Kredite vergab, die häufig für Landspekulation verwendet wurden. Damals war es praktisch jedem möglich, einen Kredit zu bekommen und auf steigende Ackerlandpreise zu spekulieren. Dies resultierte in einem massiven Anstieg der Preise für Grund und Boden auf teilweise das Zwei- oder Dreifache des Vorkriegsniveaus. Alleine 1819 wechselten 220.000 km² Land die Besitzer. Aufgrund dieses Booms blieb der weit verbreitete Betrug in der Bank lange unentdeckt.
Als jedoch die Überhitzung des Marktes und die daraus resultierende Unsicherheit bei den Krediten der Second Bank 1818 offenbar wurden, entschlossen sich die Manager der Second Bank zu einer Politik der Konsolidierung und verlangten die Rückzahlung vieler Kredite. Dies, in Verbindung mit dem Rückgang der Nachfrage nach amerikanischen Agrarprodukten in einem sich langsam erholenden Europa, führte zu der Wirtschaftskrise von 1819 und zu der Situation, die in dem Prozess McCulloch v. Maryland gipfelte.
Maryland verfolgte eine Politik der Begrenzung von Bankaktivitäten, indem es jede Bank, die nicht mit einer Charta des Bundesstaates ausgestattet war, verpflichtete, eine Steuer von entweder 2 % aller Einlagen oder einen Pauschalbetrag von 15.000 $ an die Staatskasse abzuführen. Davon war natürlich auch die Außenstelle der Second Bank in Baltimore betroffen. McCullogh zog deswegen gegen den Staat vor Gericht. Die Sache wurde auf allen juristischen Ebenen bis hinauf zum Supreme Court verhandelt.

## Der langsame Zusammenbruch

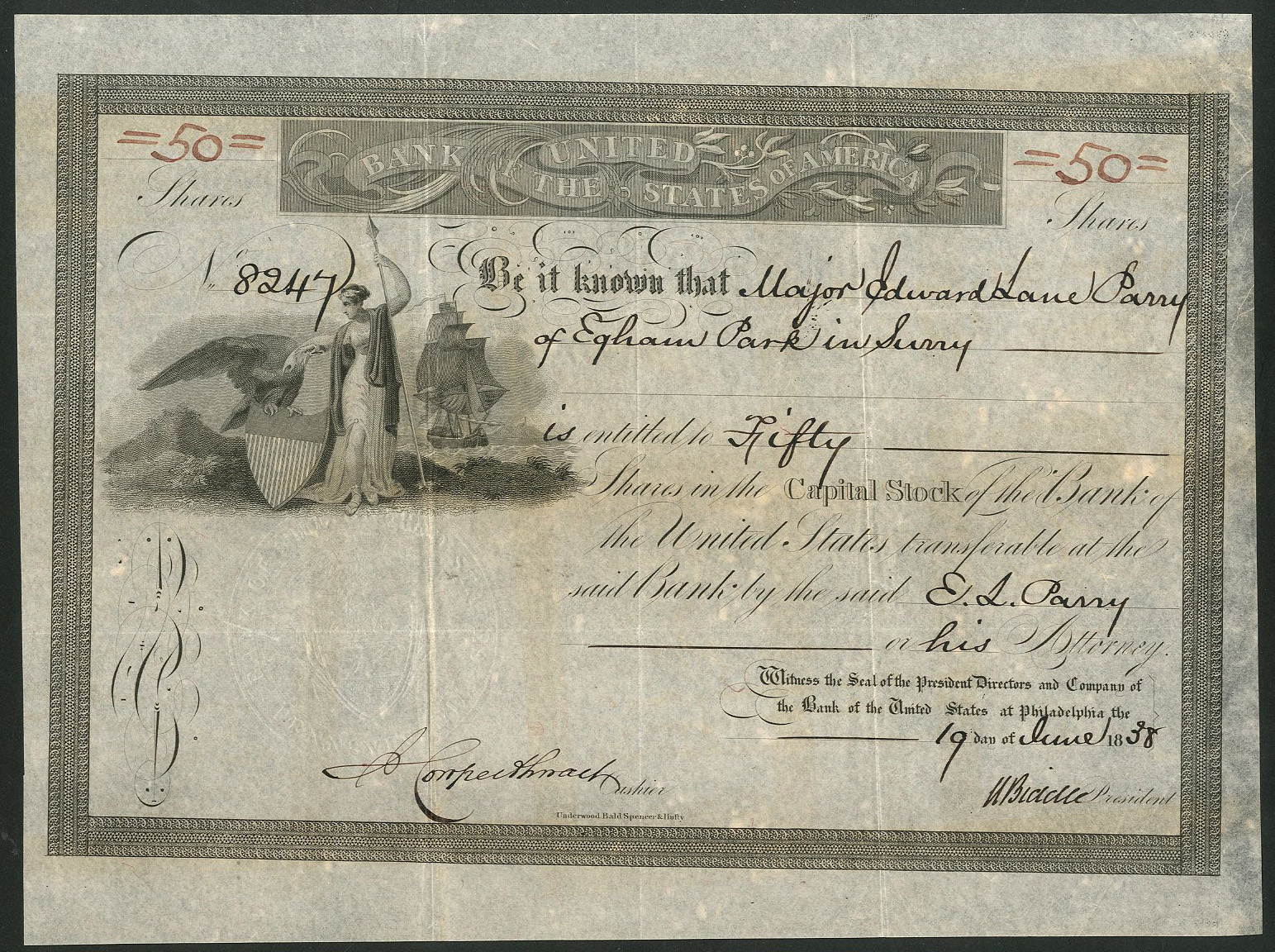
Aktie der Second Bank of the United States von 1838, signiert von Nicholas Biddle

Präsident Jackson betrachtete die Second Bank aufgrund ihrer weit verbreiteten Korruption und betrügerischen Aktivitäten als eine der Hauptverantwortlichen für die Wirtschaftskrise und wird von vielen als Initiator des langsamen Zusammenbruchs der Second Bank angesehen. Obwohl die Charta der Bank erst 1836 auslaufen sollte, beabsichtigte Jackson, die Aktivitäten der Bank schon viel früher zu beschränken.
Die Second Bank fuhr durch die Einlage von Steuermitteln durch die Bundesregierung große Gewinne ein. Jackson beschnitt diese sichere Einnahmequelle der Second Bank, indem er die Steuermittel des Bundes verstärkt in „Pet Banks“ (so genannt wegen ihrer Loyalität zu Jacksons Party) deponierte. Dies führte schnell zu Verlusten bei der Second Bank. In einem letzten Versuch, seine Bank zu retten, forderte Nicholas Biddle sämtliche Kredite zurück und verfügte, dass keine weiteren Kredite mehr vergeben würden. Dies führte zu Verärgerung bei vielen Kunden der Second Bank, die versuchten, Biddle dazu zu zwingen, seine vorherige Kreditvergabepolitik wieder anzunehmen. Durch den Verlust einer ihrer Haupteinnahmequellen verfügte die Second Bank nun über zu wenig Kapital und spielte keine größere Rolle mehr. Als die Charta der Bank 1836 auslief, wurde sie eine normale Bank in Philadelphia, bevor sie fünf Jahre später Konkurs anmelden musste.
Die historische Beurteilung von Jacksons Politik ist schwierig. Einige von Jacksons Anhängern waren empört und beschuldigten Jackson einen persönlichen Rachefeldzug gegen die Bank zu führen. Jacksons Begründung für sein Veto trägt teilweise populistische Züge:

“It appears that more than a fourth part of the stock is held by foreigners, and the residue is held by a few hundred of our own citizens, chiefly of the richest class. For their benefit does this act exclude the whole American people … It is but justice and good policy, as far as the nature of this case will admit, to confine our favors to our own fellow-citizens.”

„Offensichtlich halten Landfremde über ein Viertel der Anteile und das Übrige [nur] ein paar hundert unserer eigenen Bürger — überwiegend aus der Schicht der Allerreichsten. Zu deren Vorteil [allein] schließt dieses Gesetz das ganze amerikanische Volk [von der Teilhabe an seinem Geldwesen] aus … Es ist nur gerecht und wohlbegründet, soweit das Wesen dieses Falles es gestatte, unsere Vergünstigungen auf unsere eigenen Mitbürger einzuschränken.“

Dieser populistische Passus in Jacksons Begründung veranlasste Nicholas Biddle, von einem „Manifest der Anarchie“ zu sprechen. Daniel Webster jedoch, seines Zeichens Kongressabgeordneter aus Massachusetts, betrachtete die Rede Jacksons als eine politische Botschaft und Wahlkampfdokument für Jacksons Wiederwahl 1832. Die gegen Jackson eingestellten Kräfte verbündeten sich und kanalisierten ihren Ärger durch die Gründung der Whig Party 1834.

## Bauwerk
Der ehemalige Hauptsitz der Second Bank of the United States in Philadelphia ist seit dem 4. Mai 1987 als Gebäude im National Register of Historic Places. Noch am gleichen Tag erhielt das Bauwerk den Status eines National Historic Landmarks zuerkannt.